# Siuské jazyky

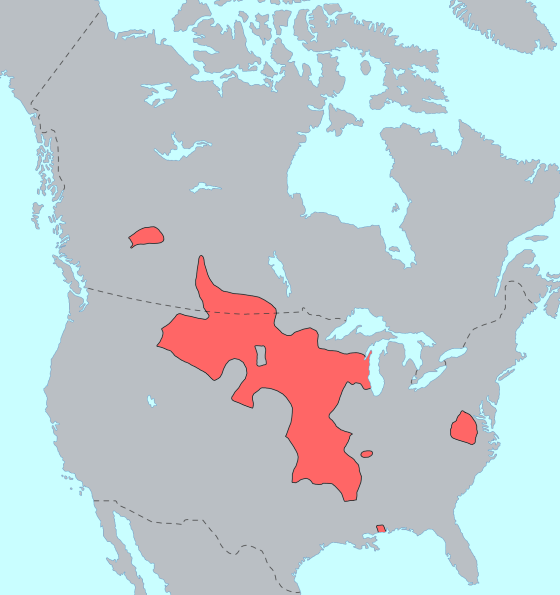
Rozšíření siuských jazyků

Siuské jazyky jsou jazykovou skupinou Severní Ameriky, která je příbuzná jazykům skupiny Catawba, s nimiž tvoří siusko-katóbskou jazykovou rodinu.
Siuská či siouanská jazyková skupina byla pojmenována podle národa Siouxů, který představuje nejpočetnější etnikum v rámci této jazykové skupiny. (Sioux se anglicky vyslovuje [su:], odtud adjektivum Siouan). V širším slova smyslu bývají také někdy jako Siouxové souhrnně nazývány všechny kmeny této jazykové skupiny. Pro odlišení pak kmeny tvořící siouxský národ (jehož jazykem je siouxština) můžeme souhrnně označit jako vlastní Siouxy.
Lingvistická a historická bádání naznačují, že před více než tisíci let pobývali předkové siuských kmenů v Severní Karolíně a Virginii, odkud se postupně přesouvali přes Ohio k řece Missouri a později do Illinois, Wisconsinu, Minnesoty, Dakoty, Montany a Kanady.

## Rozdělení
Siuská rodina zahrnuje 17 jazyků a několik podjazyků:
I. Siuské jazyky od řeky Missouri (a.k.a. Crow-Hidatsa)
1. Absaročtina (a.k.a. Absaroka)
2. Hidatština (a.k.a. Hidatsa, Gros Ventre, Minitari, Minnetaree)
II. Mandanština
3. Mandanština
a. Nuptare
b. Neutare
III. Siuské jazyky z údolí Mississippi (a.k.a. Centrální skupina)
A. Dakotské jazyky (a.k.a. Sioux-Assiniboine-Stoney)
4. Siouxština
a. východní dakotština
i. nářečí Santee
ii. nářečí Sisseton
b. západní dakotština
i. nářečí Yankton
ii. nářečí Yanktonai
c. lakotština
i. severní lakotština
ii. jižní lakotština
5. Assiniboinština (a.k.a. Assiniboin, Nakhóta, Nakhóda)
6. Nakodština (a.k.a. Stoney, Alberta Assiniboine, Nakhóda)
B. Chiwere-Winnebago (a.k.a. Chiwere)
7. Chiwere (a.k.a. Ioway-Otoe-Missouria, Ioway-Otoe)
a. Iowa (a.k.a. Ioway)
b. Otoe (a.k.a. Oto, Jiwere)
c. Missouria (a.k.a. Missouri)
8. Winnebago (a.k.a. Hocák, Hochunk, Hochank, Hocangara, Hotcangara, Hochangara)
C. Dhegiha (a.k.a. Dhegihan)
9. Omaha-Ponca
a. Omaha
b. Ponca (a.k.a. Ponka)
10. Kansa-Osage
a. Kansa (a.k.a. Kanza, Kaw) (†)
b. Osage
11. Quapaw (a.k.a. Kwapa, Kwapaw, Arkansas) (†)
IV. Siuské jazyky z údolí Ohia (a.k.a. jihovýchodní siuské jazyky)
A. Siuské jazyky z Virginie
12. Tutelo
13. Saponi (a.k.a. Saponey) (†)
14. Moniton (a.k.a. Monacan) (†)
15. Occaneechi
B. Siuské jazyky od Mississippi (a.k.a. Ofo-Biloxi) (†)
16. Biloxi (†)
17. Ofo (a.k.a. Ofogoula) (†)
(†) – zaniklé jazyky